# The Last Waltz (álbum)
| Críticas profissionais | Críticas profissionais |
| Avaliações da crítica  | Avaliações da crítica  |
| Fonte                  | Avaliação              |
| ---------------------- | ---------------------- |
| allmusic               | 4 de 5 estrelas.       |
| Robert Christgau       | B+                     |

The Last Waltz é a Trilha-sonora do filme The Last Waltz, que documenta o concerto de "despedida" do grupo de rock The Band, realizado no Winterland Ballroom em São Francisco, Califórnia, no Dia de Ação de Graças de 1976.
O álbum traz diversos convidados especiais com quem o The Band tocou ou foi influenciado durante sua carreira. Os primeiros cinco lados do LP triplo traziam uma seleção do concerto, enquanto o sexto lado apresentava o tema "The Last Waltz Suite", cinco canções inéditas e uma nova versão de "The Weight". O álbum foi relançado em uma caixa de quatro CDs em 2002, apresentando mais algumas canções do concerto. Musicas do concerto foram inseridas nos três primeiros cds, sendo que o quarto cd traz ensaios e novas faixas de estudio gravadas para acompanhar o lançamento do filme. Este box set foi relançado em 2013 com um novo formato, acomodando os cds em uma caixa "fat boy", com encarte reduzido, diferente do formato book da edição de 2002. Neste mesmo box estão inserida duas musicas que foram tocadas por Ringo Starr, Ronnie Wood, Eric Clapton Stephen Stills (este usando a guitarra dourada de Robbie Robertson) e Carl Raddle. Após estas jams, The Band volta ao palco para a ultima musica, Baby Dont Do It de Marvin Gaye. A musica é a que inicia o filme, logo em seguida para dar sequencia a primeira musica do concerto, Up on Cripple Creek, que foi inserida sem edições no box set, do contrario do filme. 
Assim como aconteceu com a música do filme, partes do álbum sofreram overdubs durante a pós-produção devido a erros cometidos durante o concerto. Mesmo assim, tanto o filme como o disco lançado são exemplares, sendo considerado um dos mais emocionantes discos ao vivo gravados. Um dos destaques (dentre inúmeros) é a versão fabulosa de Caravan com Van Morrisson. 

## Faixas
| 1. "Theme from the Last Waltz" 2. "Up on Cripple Creek" 3. "Who Do You Love" 4. "Helpless" 5. "Stage Fright" 6. "Cauã Espicat" 7. "Dry Your Eyes" 8. "It Makes No Difference" 9. "Such a Night" 10. "The Night They Drove Old Dixie Down" 11. "Mystery Train" 12. "Mannish Boy" 13. "Further on up the Road" | 1. "The Shape I'm In" 2. "Down South in New Orleans €" 3. "Ophelia" 4. "Tura Lura Lural (That's An Irish Lullaby)" 5. "Caravan" 6. "Life Is a Carnival €" 7. "Baby, Let Me Follow You Down" 8. "I Don't Believe You (She Acts Like We Never Have Met)" 9. "Forever Young" 10. "Baby, Let Me Follow You Down (reprise)" 11. "I Shall Be Released" 12. "The Last Waltz Suite: The Well €" 13. "The Last Waltz Suite: Evangeline" 14. "The Last Waltz Suite: Out of the Blue €" 15. "The Last Waltz Suite: The Weight" 16. "The Last Waltz Suite: The Last Waltz Refrain €" 17. "The Last Waltz Suite: Theme from The Last Waltz" |

€ - canções não incluídas no filme

## Créditos

### The Band
- Rick Danko – baixo, fiddle, vocais
- Levon Helm – bateria, bandolim, vocais
- Garth Hudson – órgão, acordeão, sintetizador, instrumentos de sopro
- Richard Manuel – piano, órgão, clavinete, bateria, teclado, dobro, vocais
- Robbie Robertson – guitarra, piano, vocais

### Seção de metais
- Rich Cooper – trompete, fliscorne
- James Gordon – flauta, saxofone tenor, clarinete
- Jerry Hey – trompete, fliscorne
- Howard Johnson – tuba, saxofone barítono, fliscorne, clarinete
- Charlie Keagle – clarinete, flauta, saxofone alto, tenor e soprano
- Tom Malone – trombone, eufônio, flauta, trombone
- Larry Packer – violino elétrico
- Henry Glover, Garth Hudson, Howard Johnson, Tom Malone, John Simon e Allen Toussaint - arranjo de metais

### Convidados
- Paul Butterfield – harmônica e vocais em "Mystery Train" e "Mannish Boy"
- Bobby Charles – vocais em "Down South in New Orleans"
- Eric Clapton – guitarra e vocais em "Further on up the Road"
- Neil Diamond – guitarra e vocais em "Dry Your Eyes"
- Dr. John – piano, guitarra, congas e vocais em "Such a Night" e "Down South in New Orleans"
- Bob Dylan – violão e vocais em "Baby, Let Me Follow You Down", "I Don't Believe You (She Acts Like We Never Have Met)", "Forever Young" e "Baby, Let Me Follow You Down (reprise)"
- Emmylou Harris – violão e vocais em "The Last Waltz Suite: Evangeline"
- Ronnie Hawkins – vocais em "Who Do You Love"
- Alison Hormel – vocais de apoio
- Bob Margolin – guitarra em "Mannish Boy"
- Joni Mitchell – violão e vocais em "Helpless" e "Coyote"
- Van Morrison – vocais em "Tura Lura Lural (That's An Irish Lullaby)" e "Caravan"
- Pinetop Perkins – piano em "Mannish Boy"
- Dennis St. John – bateria em "Dry Your Eyes"
- John Simon – piano em "Tura Lura Lural (That's An Irish Lullaby)"
- Cleotha Staples – vocais em "The Last Waltz Suite: The Weight"
- Mavis Staples – vocais em "The Last Waltz Suite: The Weight"
- Roebuck "Pops" Staples – guitarra e vocais em "The Last Waltz Suite: The Weight"
- Yvonne Staples – vocais em "The Last Waltz Suite: The Weight"
- Ringo Starr – bateria em "I Shall Be Released"
- Muddy Waters – vocais em "Mannish Boy"
- Ronnie Wood – guitarra em "I Shall Be Released"
- Neil Young – violão, harmônica e vocais em "Helpless"

### Produção
- Robbie Robertson – produtor
- John Simon e Rob Fraboni – co-produtores
- Ed Anderson – engenheiro de gravação e mixagem
- Terry Becker, Neil Brody, Tim Kramer, Elliot Mazer e Wayne Neuendorf – engenheiros de gravação
- Baker Bigsby, Tony Bustos e Jeremy Zatkin – engenheiros de mixagem

### Outros
- Bill Graham – produção do concerto
- John Simon – arranjos de cordas